# Mauro Ivaldi
Mauro Ivaldi (Milano, 1942 – 1993) è stato un regista e sceneggiatore italiano.

## Biografia
Si laurea in scienze politiche all'Università Cattolica di Milano e contemporaneamente frequenta la Scuola Nazionale di Cinema.
Inizia la sua carriera nello spettacolo come Regista Pubblicitario, lavorando dal 1962 al 1967 a Milano alla "General Film" di Mario Fattori.
Nel 1967 sposa la cantante e attrice Carmen Villani.
Dal 1968 al 1973 lavora come libero professionista presso la "Fotogramma" di Brunetto Del Vita - la "Gamma Film" di Roberto Gavioli - a Torino con Armando Testa per la Delfa Film (poi diventata Arno Film) e a Londra con la "Word Wide Pictures".
Vince tre Menzioni Speciali al Festival Internazionale del Film pubblicitario di Cannes con films per Lebole - Simca - Motta.
Nel 1973 debutta nel lungometraggio a soggetto con il film Brigitte, Laura, Ursula, Monica, Raquel, Litz, Maria, Florinda, Barbara, Claudia e Sofia, le chiamo tutte "anima mia" prodotto dalla Alpherat spa con Orazio Orlando, Pamela Tiffin, Edmonda Aldini, Mario Adorf, Carmen Villani, Alessandro Haber. Il film vince il Premio Totò quale migliore commedia dell'anno. Realizza poi una serie di altri film catalogabili nella commedia all'italiana degli anni '70 quali: L'amica di mia madre (1975), Ecco lingua d'argento (1976), Grazie tante arrivederci (1977), L'anello matrimoniale (1978). Negli anni '80 si trasferisce a Madrid e dirige altri tre film per la produzione spagnola Sonora Films: Los lios de Estefania (1983), La casada divertida (1983) e Una spia enamorada (1983), mai usciti in Italia.
La sua esperienza a Los Angeles per realizzare dei film-documentario per la Paramount Pictures, collaborando con la William Morris Agency, si interrompe a causa della sua prematura scomparsa.

## Filmografia

### Regia e sceneggiatore
- Brigitte, Laura, Ursula, Monica, Raquel, Litz, Maria, Florinda, Barbara, Claudia e Sofia, le chiamo tutte "anima mia" (1973)
- L'amica di mia madre (1975)
- Ecco lingua d'argento (1976)
- L'anello matrimoniale (1978)

### Regia
- Grazie tante arrivederci (1977)

### Sceneggiatore
- Lady Lucifera, regia di José Ramón Larraz (1980)